# Magallanes, Hidalgo
Magallanes är en ort i Mexiko.   Den ligger i kommunen Hidalgo och delstaten Michoacán de Ocampo, i den södra delen av landet, 150 km väster om huvudstaden Mexico City. Magallanes ligger 2 035 meter över havet och antalet invånare är 524.
Terrängen runt Magallanes är huvudsakligen kuperad, men söderut är den bergig. Runt Magallanes är det ganska tätbefolkat, med 93 invånare per kvadratkilometer. Närmaste större samhälle är Ciudad Hidalgo, 5,0 km väster om Magallanes. I omgivningarna runt Magallanes växer huvudsakligen savannskog.